# Eremospatha cuspidata
Eremospatha cuspidata är en enhjärtbladig växtart som först beskrevs av Gustav Mann och Hermann Wendland, och fick sitt nu gällande namn av Hermann Wendland. Eremospatha cuspidata ingår i släktet Eremospatha och familjen Arecaceae. Inga underarter finns listade i Catalogue of Life.